# 6346 Syukumeguri
A 6346 Syukumeguri (ideiglenes jelöléssel 1995 AY) a Naprendszer kisbolygóövében található aszteroida. Kobajasi Takao fedezte fel 1995. január 6-án.